# Umbruchverbot
Das Umbruchverbot verbietet, landwirtschaftliches Grünland in Ackerland umzuwandeln.
Da auf Ackerland ein höherer Deckungsbeitrag als auf Grünland zu erwirtschaften ist, werden Wiesen von Landwirten umgepflügt. Der Anteil des Grünlandes geht somit seit Jahren zurück. Grünland wird aber als ökologisch wertvoller angesehen, da die Nutzung mit weniger Pflanzenschutzmitteln und ohne Bodenbearbeitung stattfindet. Daher beschlossen Bayern und andere Bundesländer, wie in einer EU-Verordnung festgelegt, den Umbruch von Grünland genehmigungspflichtig zu machen.
Wenn ein Acker fünf Jahre als Dauergrünland bewirtschaftet wird, darf die Wiese nicht mehr umgebrochen werden. Hat nun ein Pächter einen Acker fünf Jahre als Wiese genutzt, wie es zum Beispiel durch einige Kulturlandschaftsprogramme gefördert wird, kann dem Verpächter ein erheblicher Verlust entstehen. Laut einem Urteil des Bundesgerichtshofes ist der Pächter dann schadenersatzpflichtig.